# Железничка станица Лазаревац
Железничка станица Лазаревац је једна од железничких станица на прузи Београд—Бар. Налази се насељу Лазаревац у градској општини Лазаревац у Београду. Пруга се наставља у једном смеру ка Лајковцу и у другом према Вреоцима. Железничка станица Лазаревац састоји се из 4 колосека.

## Повезивање линија
- Пруга Београд—Бар